# FK Rad
FK Rad este o echipă de fotbal din Belgrad, Serbia.